# Gisbert Jacoby
Gisbert Jacoby (* 3. Mai 1943; † 1. März 2018 in Hamburg) war ein deutscher Schachspieler,  -trainer und Mitgründer von ChessBase.

## Leben
Jacoby wurde im Jahr 1943 geboren und besuchte die Gelehrtenschule des Johanneums in Hamburg. Nach dem Abitur studierte Jacoby Theologie und Pädagogik, wandte sich aber parallel vermehrt dem Schachspiel zu. Dabei war er vor allem bei Mannschaftskämpfen für den Hamburger SK, den ältesten Schachverein Deutschlands, aktiv. Nach der Gründung der viergleisigen Schachbundesliga im Jahr 1974 spielte er mit dem Hamburger SK in der Nordstaffel des Wettbewerbs. In der eingleisigen Bundesliga spielte Jacoby von 1980 bis 1983 für den Hamburger SK und von 1984 bis 1986 für die SVg Lasker Steglitz, später war er für die Hamburger Vereine SG Mittelweg, Königsspringer Hamburg, SV Eidelstedt und FC St. Pauli aktiv. Im Jahre 1975 gewann er die Hamburger Meisterschaft nach Stichkampf gegen Jürgen Waldschläger. Große Bekanntheit erlangte Jacoby in den folgenden Jahren allerdings insbesondere als Schachtrainer. Er wurde in den 1980er-Jahren Trainer der Bundesliga-Mannschaft des Hamburger SK und Landestrainer des Hamburger Schachverbands. Zu seinen Schülern gehörten unter anderem die späteren Großmeister Karsten Müller und Matthias Wahls. Zudem arbeitete Jacoby als Sekundant seines Freundes Robert Hübner, unter anderem unterstützte er diesen beim Kandidatenfinale 1980 gegen Viktor Kortschnoi und beim Kandidatenturnier 1983.
Im Jahr 1986 gründete er mit Frederic Friedel und Matthias Wüllenweber das Unternehmen ChessBase, das Software und Datenbanken im Bereich Schach entwickelt. Jacoby prägte die Entwicklung des Unternehmens mit Sitz in seiner Heimatstadt Hamburg entscheidend mit und arbeitete insbesondere am Aufbau der umfangreichen Datenbank von Schachpartien. Von 1988 bis 1999 leitete Jacoby als Geschäftsführer die operativen Tätigkeiten des Unternehmens. In Diensten von ChessBase setzte Jacoby außerdem seine Tätigkeit als Schachtrainer fort und veröffentlichte in der Reihe Fritztrainer mehrere DVDs zu den Themen Eröffnung und Taktik. Bis zu seinem Tod im Jahr 2018 war Jacoby in der Hamburger Schachszene bei kleineren Turnieren und Veranstaltungen aktiv.